# Robin Laing
Robin Laing es un actor británico, más conocido por haber interpretado a Edward "Babe" Heffron en la miniserie Band of Brothers.

## Biografía
Robin estudió en el "Theatre & Drama" en el Fife College en Kirkcaldy.

## Carrera
En 2001 se unió al elenco principal de la exitosa y aclamada miniserie Band of Brothers, donde dio vida al soldado Edward "Babe" Heffron. En 2008 apareció como invitado en la serie Taggart, donde interpretó al sargento Sean Mackay en el episodio "Island"; anteriormente había aparecido por primera vez en la serie en 1998, cuando interpretó a Mark Jackson durante el episodio "Out of Bounds". En 2009 dio vida a Daniel en la serie para la radio Daniel and Mary.
En 2010 interpretó a Jean-Pierre Gallo en la serie para la radio The Vanishing. En abril de 2011 se unió al elenco principal de la serie River City, donde interpretó al detective inspector de la policía Craig Donald hasta 2014.

## Filmografía

### Series de televisión
| Año         | Serie                                               | Personaje                  | Notas                                             |
| ----------- | --------------------------------------------------- | -------------------------- | ------------------------------------------------- |
| 2015        | Waterloo Road                                       | Ronnie Fairchild           | 5 episodios                                       |
| 2012 - 2014 | River City                                          | Det. Craig Donald          | 57 episodios                                      |
| 2010        | Garrow's Law                                        | Empleado de Westminster    | episodio # 2.4                                    |
| 2008        | Taggart                                             | Sgt. Sean Mackay           | episodio "Island"                                 |
| 2006        | Murder City                                         | Nathan Wallis              | episodio "Game Over"                              |
| 2005        | Born and Bred                                       | Albert Tooley              | episodio "Never Seek to Tell"                     |
| 2004        | Waking the Dead                                     | Martin Ness                | episodio "Shadowplay: Part 2"                     |
| 2001        | Band of Brothers                                    | Pvt. Edward "Babe" Heffron | 8 episodios                                       |
| 2000        | Murder Rooms: Mysteries of the Real Sherlock Holmes | Arthur Conan Doyle         | episodio "The Dark Beginnings of Sherlock Holmes" |
| 1999        | Relative Strangers                                  | Brian Lessing              | miniserie                                         |
| 1997 - 1999 | The Lakes                                           | Joey                       | 14 episodios                                      |
| 1998        | Cadfael                                             | Sulien Blount              | 2 episodios                                       |

### Películas
| Año  | Título              | Personaje            | Notas                                                                                                |
| ---- | ------------------- | -------------------- | --- |
| 2000 | Beautiful Creatures | Encargado del Garaje | junto a Susan Lynch, Iain Glen, Jake D'Arcy, Rachel Weisz, Tom Mannion, Maurice Roëves & Alex Norton |

### Teatro
| Año  | Título | Personaje | Teatro                                     |
| ---- | ------ | --------- | ------------------------------------------ |
| 2002 | Medea  | Tutor     | Brooklyn Academy of Music's Harvey Theater |